# 四一一派
四一一派是贵州省文化大革命时期的派别。
1967年4月10日至20日，贵州省大中学校红卫兵代表会议（“省红代会”）在贵阳召开。会议确定贵州省各地红卫兵组织统一称“贵州省大中学校毛泽东思想红卫兵”。4月11日，贵阳地区部分大中学校的学生冲击“省红代会”，被称为四一一派。四一一派由学校发展到社会，后建立四一一战斗兵团，在工人中成立四一一联络站，与支红派形成两大派，两派矛盾不断激化并爆发武斗事件。